# Kvas
Kvas je organska snov, ki jo sestavlja ena ali več vrst glivic kvasovk. Te glivice (fikomiceti, evmiceti, saharomiceti) proizvajajo encime, ki povzročajo vretje ali fermentacijo. Najbolj znane glivice so saharomiceti, ki s fermentacijo sladkorja pridobivajo alkohol v pridelavi alkoholnih pijač (vino, pivo). 
Naravni kvas je tisti, ki se v pekarstvu pridobiva iz testa. Kos svežega testa, ki smo ga zgnetli iz moke in vode pri 20-25 °C, pustimo fermentirati za kakih deset dni, nakar mu dodamo moko in vodo ter tako dobimo kislo testo. To je naravni kvas, ki ga potem lahko uporabljamo pri mesenju kruha kot rahljalno sredstvo.
Pivov kvas se je včasih pridobival iz usedlin pri fermentaciji ječmena za proizvodnjo piva. To ime se včasih še uporablja za industrijski kvas.
Industrijski kvas se pridobiva iz zmesi melase, fosfatov in kislin, kateri je treba dodati nekaj klic in nato pustiti, da vre pri 25 °C. Po končani fermentaciji je treba maso zaliti in precediti, nato več ali manj posušiti in končno embalirati za prodajo. Ta kvas se potem uporablja pri izdelovanju testa za kruh in sladice. Veliko se uporablja tudi v dietetiki zaradi izdatne vsebine vitaminov B in mineralnih soli. Za živalsko prehrano se proizvaja posebne vrste kvas iz melase in celuloznih bisulfitov ter specifičnih klic.